# Claude Antoine Capon de Château-Thierry
Pour les articles homonymes, voir Capon.
Claude Antoine Capon de Château-Thierry, (parfois écrit Cappon), né le 13 juillet 1722 à Paris et guillotiné le 23 novembre 1793 à Paris, est un général de la Révolution française.

## Biographie
Claude Antoine Capon de Château-Thierry est le fils de Nicolas Pierre Capon, avocat au Parlement et de Jeanne Dambons.
Le 2 août 1741, il entre dans l'armée comme mousquetaire de la 1re compagnie, et en 1746, il passe capitaine au régiment de Rohan-Rochefort. En 1756, durant la guerre de Sept Ans, il se distingue à la bataille de Port-Mahon et est décoré de l'ordre de Saint-Louis. Il fait la campagne d'Allemagne à la tête d'un corps de volontaires de l'armée de Contades et lors de l'affaire de Furstenberg en 1759, il est blessé par deux coups de feu. En 1761, il est commandant en second de l'armée de Soubise sur le Rhin, et en 1764, alors au régiment de Poitou, il est réformé.
En juillet 1789, le district des Saints-Pères le choisit comme représentant du comité militaire et commandant de son bataillon de garde nationale. Au début de 1791, il est sur la liste des électeurs du département de Paris et le second de la liste des quatorze noms de la section de la place de Louis XIV et est rappelé au service dans l'armée en tant que lieutenant-colonel au 40e régiment d'infanterie. 
Le 25 juillet 1791, il est désigné pour prendre le commandement du 102e régiment d'infanterie et, en même temps, chargé du commandement des 1er, 2e et 3e bataillons de volontaires de Paris. Afin de préparer ces trois unités, il crée le camp militaire de Verberie. En septembre, il reçoit la mission de conduire les trois bataillons de volontaires de Paris à l'armée du Nord et ils prennent leurs quartiers à Bapaume. Le 25 décembre 1791, son commandement général cesse et il va remplir ses fonctions de lieutenant-colonel au 102e régiment d'infanterie.
Le 26 octobre 1792, il devient colonel du 102e avec lequel il fait campagne à l'armée de la Moselle, et le 8 mars 1793, il est promu général de brigade. Lors de la réorganisation de l'état-major général, il est suspendu le 1er juin 1793 en raison de son âge, il a soixante et onze ans.
Le 3 frimaire an II (23 novembre 1793), il comparait devant le tribunal révolutionnaire de Paris « comme prévenu d'avoir voulu conduire son régiment contre le peuple dans la journée du 20 juin 1792 à provoquer la guerre civile, le rétablissement de la royauté et fait scier un arbre de la liberté ».
Condamné à mort il est exécuté le même jour.